# Dames VK Egem
Maillots
Le Dames VK Egem est un club de football féminin belge situé à Pittem dans la province de Flandre Occidentale.

## Palmarès
- Champion de Belgique D2 (2) : 1992 - 2016
- Vice-Champion de Belgique D2 (2) : 2002 - 2007

### Bilan
- 2 titres